# Książę Rothesay
Książę Rothesay jest zwyczajowym tytułem następców tronu Szkocji. Po unii angielsko-szkockiej książę Rothesay nosi również tytuł księcia Walii.
Tytuł jest tytułem wyłącznie honorowym, nie wiąże się z żadną zwierzchnością feudalną. Nazwa tytułu pochodzi od miejscowości Rothesay, na wyspie Bute, w hrabstwie Argyll i Bute. Faktyczną zwierzchność lenną nad tymi dobrami sprawują baronowie Stuart de Rothesay, boczna gałąź Markizów Bute.
Książę Rothesay nosi także tytuły Lorda Wysp (ang Lord of the Isles, do XVI w. używany przez wodzów klanu MacDonald) i Lorda Wielkiego Stewarda Szkocji.

## Informacje ogólne
| #  | Wizerunek | Imię                           | Urodzony                            | Zmarł                              | Czas rządów | Rodzice                                                 |
| -- | --------- | ------------------------------ | ----------------------------------- | ---------------------------------- | ----------- | ------------------------------------------------------- |
| 1  |           | Dawid Stewart                  | 24 października 1378                | 1402                               | 1398-1402   | Robert III Stewart Annabella Drummond                   |
| 2  |           | Jakub Stewart                  | 10 grudnia 1394                     | 21 lutego 1437 Perth               | 1402-1406   | Robert III Stewart Annabella Drummond                   |
| 3  |           | Aleksander Stewart             | 16 października 1430 Edynburg       | 1430                               | 1430        | Jakub I (król Szkocji) Joanna Beaufort                  |
| 4  |           | Jakub Stewart                  | 16 października 1430 Edynburg       | 3 sierpnia 1460 Roxburgh           | 1430-1437   | Jakub I (król Szkocji) Joanna Beaufort                  |
| 5  |           | Jakub Stewart                  | maj 1452 St Andrews                 | 11 czerwca 1488 Sauchieburn        | 1452-1460   | Jakub II (król Szkocji) Maria z Geldrii                 |
| 6  |           | Jakub Stewart                  | 17 marca 1473 Stirling              | 9 września 1513 Flodden            | 1473-1488   | Jakub III Małgorzata Duńska                             |
| 7  |           | Jakub Stewart                  | 21 lutego 1507                      | 27 lutego 1508                     | 1507-1508   | Jakub IV Małgorzata Tudor                               |
| 8  |           | Artur Stewart                  | 20 października 1509                | 14 lipca 1510                      | 1509-1510   | Jakub IV Małgorzata Tudor                               |
| 9  |           | Jakub Stewart                  | 10 kwietnia 1512 Linlithgow         | 14 grudnia 1542 Falkland           | 1513-1542   | Jakub IV Małgorzata Tudor                               |
| 10 |           | Jakub Stewart                  | 22 maja 1540                        | kwiecień 1541                      | 1540-1541   | Jakub V Maria de Guise                                  |
| 11 |           | Artur Stewart                  | kwiecień 1541                       | kwiecień 1541                      | 1541        | Jakub V Maria de Guise                                  |
| 12 |           | Karol Jakub Stuart             | 19 czerwca 1566 Edynburg            | 27 marca 1625 Theobalds House      | 1566-1567   | Henryk Stuart, lord Darnley Maria I Stuart              |
| 13 |           | Henryk Fryderyk Stuart         | 19 lutego 1594 Stirling             | 6 listopada 1612                   | 1594-1612   | Jakub I Stuart Anna Duńska                              |
| 14 |           | Karol Stuart                   | 19 listopada 1600 Dunfermline       | 30 stycznia 1649 Londyn            | 1612-1625   | Jakub I Stuart Anna Duńska                              |
| 15 |           | Karol Jakub Stuart             | 13 marca 1629                       | 13 marca 1629                      | 1629        | Karol I Stuart Henrietta Maria Burbon                   |
| 16 |           | Karol Stuart                   | 29 maja 1630 St. James’s Palace     | 6 lutego 1685                      | 1630-1649   | Karol I Stuart Henrietta Maria Burbon                   |
| 17 |           | Jakub Franciszek Edward Stuart | 10 czerwca 1688 St. James’s Palace  | 1 stycznia 1766 Rzym               | 1688-1689   | Jakub II Stuart Maria z Modeny                          |
| 18 |           | Jerzy August                   | 10 listopada 1683                   | 25 października 1760               | 1714-1727   | Jerzy I Hanowerski Zofia Dorota z Celle                 |
| 19 |           | Fryderyk Ludwik                | 1 lutego 1707                       | 31 marca 1751 Londyn               | 1727-1751   | Jerzy II Hanowerski Karolina z Ansbachu                 |
| 20 |           | Jerzy                          | 12 sierpnia 1762 St. James’s Palace | 26 czerwca 1830                    | 1762-1820   | Jerzy III Hanowerski Charlotta Mecklenburg-Strelitz     |
| 21 |           | Albert Edward                  | 9 listopada 1841 Buckingham         | 6 maja 1910 Buckingham             | 1841-1901   | Albert von Sachsen-Coburg-Gotha Wiktoria Hanowerska     |
| 22 |           | Jerzy                          | 3 czerwca 1865 Londyn               | 20 stycznia 1936 Sandringham House | 1901-1910   | Edward VII Koburg Aleksandra Duńska                     |
| 23 |           | Edward                         | 23 czerwca 1894 Richmond            | 28 maja 1972 Paryż                 | 1910-1936   | Jerzy V Windsor Maria Teck                              |
| 24 |           | Karol                          | 14 listopada 1948 Buckingham        |                                    | 1952-2022   | Filip Mountbatten, książę Edynburga Elżbieta II Windsor |
| 25 |           | Wilhelm                        | 21 czerwca 1982 Londyn              |                                    | 2022-       | Karol III Windsor Diana, księżna Walii                  |

## Herb

herb książąt Rothesay

Książę Rothesay używa zazwyczaj herbu związanego ze swym wyższym w hierarchii tytułem - księcia Walii. Odrębny herb księcia Rothesay używany jest zasadniczo tylko podczas uroczystości w Szkocji albo przy szczególnie ważnych okazjach, gdy prezentowana jest pełna gala herbowa. Najczęściej herb ten jest prezentowany w postaci sztandaru herbowego.
Na tarczy czterodzielnej w krzyż, w polach pierwszym i czwartym, złotych, pas w czarno-srebrną szachownicę (herb Wielkiego Stewarda Szkocji), w polach drugim i trzecim, srebrnych czarna galera, z czerwonymi proporcami (herb Lordów Wysp). W tarczy sercowej herb następcy szkockiego tronu - w polu złotym w podwójnej królewskiej bordiurze czerwonej, takiż lew stojący, pazury i język błękitne, z nałożonym w głowicy czarnym, potrójnym kołnierzem turniejowym.